# Serie Promozione 1928-1929
La Serie Promozione 1928-1929 è stata la 29ª edizione del campionato svizzero di calcio di Serie Promozione (seconda divisione). La squadra vincitrice è stata il Töss.

## Regolamento
54 squadre partecipanti furono suddivise in sei gironi a carattere regionale di cui 4 di 9 squadre ciascuno e 1 di 8 squadre e 1 di 10 squadre.
Le prime squadre classificate di ogni girone si affrontarono in una fase finale per stabilire le tre squadre che disputarono gli spareggi contro le ultime tre squadre di Serie A terminate in ultima posizione nei rispettivi gironi. Le tre squadre che vinsero questi incontri retrocedettero oppure furono promosse.
Le ultime squadre classificate di ciascun girone affrontarono le squadre di Serie B aspiranti alla promozione per stabilire promozioni e retrocessioni.

## Gruppi est

### Classifica finale Gruppo est 1
|  | Pos. | Squadra                | Pt | G  | V  | N | P  | GF | GS | DR  |
|  | ---- | ---------------------- | -- | -- | -- | - | -- | -- | -- | --- |
|  | 1.   | SCI Juventus Zurigo    | 27 | 18 | 13 | 1 | 4  | 48 | 26 | +22 |
|  | 2.   | Oerlikon               | 24 | 18 | 10 | 4 | 4  | 61 | 33 | +28 |
|  | 3.   | Zurigo (II)            | 24 | 18 | 10 | 4 | 4  | 42 | 32 | +10 |
|  | 4.   | Locarno                | 21 | 18 | 9  | 3 | 6  | 50 | 29 | +21 |
|  | 5.   | Baden                  | 17 | 18 | 8  | 1 | 9  | 32 | 35 | -3  |
|  | 6.   | Neumünster             | 16 | 18 | 6  | 4 | 8  | 33 | 50 | -17 |
|  | 7.   | Lugano (II)            | 15 | 18 | 6  | 3 | 9  | 32 | 41 | -9  |
|  | 8.   | Blue Stars Zurigo (II) | 14 | 18 | 5  | 4 | 9  | 31 | 38 | -7  |
|  | 9.   | Wohlen                 | 12 | 18 | 4  | 4 | 10 | 29 | 54 | -25 |
|  | 10.  | Red Star Zurigo        | 10 | 18 | 4  | 2 | 12 | 31 | 51 | -20 |

Legenda:

      Ammesso alla finale per la promozione in Serie A 1929-1930.
      Spareggi Serie Promozione/Serie B per la retrocessione in Serie B 1929-1930.
Note:

Due punti a vittoria, uno a pareggio, zero a sconfitta.

### Classifica finale Gruppo est 2
|  | Pos. | Squadra         | Pt | G  | V  | N | P  | GF | GS | DR  |
|  | ---- | --------------- | -- | -- | -- | - | -- | -- | -- | --- |
|  | 1.   | Töss            | 24 | 16 | 11 | 2 | 3  | 54 | 16 | +38 |
|  | 2.   | Sciaffusa       | 21 | 16 | 10 | 1 | 5  | 31 | 18 | +13 |
|  | 3.   | Frauenfeld      | 21 | 16 | 9  | 3 | 4  | 47 | 38 | +9  |
|  | 4.   | Winterthur (II) | 18 | 16 | 7  | 4 | 5  | 42 | 37 | +5  |
|  | 5.   | Brühl (II)      | 15 | 16 | 6  | 3 | 7  | 32 | 37 | -5  |
|  | 6.   | Romanshorn      | 13 | 16 | 5  | 3 | 8  | 36 | 40 | -4  |
|  | 7.   | Veltheim        | 12 | 16 | 5  | 2 | 9  | 36 | 39 | -3  |
|  | 8.   | San Gallo (II)  | 11 | 16 | 5  | 1 | 10 | 20 | 38 | -18 |
|  | 9.   | Winterthur SV   | 9  | 16 | 4  | 1 | 11 | 28 | 63 | -35 |

Legenda:

      Ammesso alla finale per la promozione in Serie A 1929-1930.
      Spareggi Serie Promozione/Serie B per la retrocessione in Serie B 1929-1930.
Note:

Due punti a vittoria, uno a pareggio, zero a sconfitta.

### Finale gruppi est 1 e 2
S'incontrarono le due squadre vincenti i rispettivi gironi.
|                     | Risultati |                     | Luogo e data          |
| ------------------- | --------- | ------------------- | --------------------- |
| Töss                | 4 - 0     | SCI Juventus Zurigo | Töss, 26 maggio 1929  |
| SCI Juventus Zurigo | 3 - 0     | Töss                | Zurigo, 2 giugno 1929 |
|                     |           |                     |                       |

### Spareggio d'accesso alle finali
|      | Risultati   |                     | Luogo e data             |
| ---- | ----------- | ------------------- | ------------------------ |
| Töss | 2 - 1 (dts) | SCI Juventus Zurigo | Sciaffusa, 9 giugno 1929 |
|      |             |                     |                          |

## Gruppi centrali

### Classifica finale Gruppo centrale 1
|  | Pos. | Squadra                  | Pt | G  | V  | N | P  | GF | GS | DR  |
|  | ---- | ------------------------ | -- | -- | -- | - | -- | -- | -- | --- |
|  | 1.   | Lucerna                  | 29 | 16 | 14 | 1 | 1  | 57 | 14 | +43 |
|  | 2.   | Bözingen 34              | 22 | 16 | 10 | 2 | 4  | 61 | 31 | +30 |
|  | 3.   | Young Boys (II)          | 21 | 16 | 10 | 1 | 5  | 46 | 32 | +14 |
|  | 4.   | Kickers Lucerna          | 16 | 16 | 6  | 4 | 6  | 52 | 46 | +6  |
|  | 5.   | Madretsch                | 13 | 16 | 5  | 3 | 8  | 34 | 42 | -8  |
|  | 6.   | Victoria Berna           | 13 | 16 | 6  | 1 | 9  | 31 | 46 | -15 |
|  | 7.   | Bienne (II)              | 13 | 16 | 6  | 1 | 9  | 31 | 47 | -16 |
|  | 8.   | Cercle des Sports Bienne | 11 | 16 | 4  | 3 | 9  | 25 | 38 | -13 |
|  | 9.   | Berna (II)               | 6  | 16 | 1  | 4 | 11 | 26 | 67 | -41 |

Legenda:

      Ammesso alla finale per la promozione in Serie A 1929-1930.
      Spareggi Serie Promozione/Serie B per la retrocessione in Serie B 1929-1930.
Note:

Due punti a vittoria, uno a pareggio, zero a sconfitta.

### Classifica finale Gruppo centrale 2
|  | Pos. | Squadra               | Pt | G    | V  | N | P  | GF | GS | DR  |
|  | ---- | --------------------- | -- | ---- | -- | - | -- | -- | -- | --- |
|  | 1.   | Olten                 | 22 | 14   | 10 | 2 | 2  | 44 | 21 | +23 |
|  | 2.   | Black Stars Basilea   | 19 | 14   | 8  | 3 | 3  | 38 | 19 | +19 |
|  | 3.   | Nordstern (II)        | 14 | 14   | 6  | 2 | 6  | 35 | 34 | +1  |
|  | 4.   | Liestal               | 14 | 14   | 6  | 2 | 6  | 31 | 36 | -5  |
|  | 5.   | Allschwil             | 13 | 14   | 6  | 1 | 7  | 33 | 34 | -1  |
|  | 6.   | Old Boys Basilea (II) | 12 | 14 4 | 4  | 6 | 28 | 29 | -1 |     |
|  | 7.   | Basilea (II)          | 11 | 14   | 5  | 1 | 8  | 35 | 43 | -8  |
|  | 8.   | Breite Basilea        | 7  | 14   | 3  | 1 | 10 | 17 | 45 | -28 |

Legenda:

      Ammesso alla finale per la promozione in Serie A 1929-1930.
      Spareggi Serie Promozione/Serie B per la retrocessione in Serie B 1929-1930.
Note:

Due punti a vittoria, uno a pareggio, zero a sconfitta.

### Finale gruppi centrali 1 e 2
S'incontrarono le due squadre vincenti i rispettivi gironi.
|         | Risultati |         | Luogo e data           |
| ------- | --------- | ------- | ---------------------- |
| Olten   | 0 - 6     | Lucerna | Olten, 28 aprile 1929  |
| Lucerna | 1 - 1     | Olten   | Lucerna, 5 maggio 1929 |
|         |           |         |                        |

## Gruppi ovest

### Classifica finale Gruppo ovest 1
|  | Pos. | Squadra             | Pt | G  | V  | N | P  | GF | GS | DR  |
|  | ---- | ------------------- | -- | -- | -- | - | -- | -- | -- | --- |
|  | 1.   | Monthey             | 24 | 16 | 12 | 0 | 4  | 46 | 20 | +26 |
|  | 2.   | Montreux-Sports     | 24 | 16 | 11 | 2 | 3  | 38 | 29 | +9  |
|  | 3.   | Étoile Carouge (II) | 22 | 16 | 10 | 2 | 4  | 36 | 21 | +15 |
|  | 4.   | Servette (II)       | 18 | 16 | 7  | 4 | 5  | 43 | 29 | +14 |
|  | 5.   | Villeneuve-Sports   | 14 | 16 | 5  | 4 | 7  | 17 | 36 | -19 |
|  | 6.   | Forward Morges      | 11 | 16 | 5  | 1 | 10 | 39 | 40 | -1  |
|  | 7.   | Losanna (II)        | 11 | 16 | 5  | 1 | 10 | 23 | 36 | -13 |
|  | 8.   | Stade Nyonnais      | 10 | 16 | 4  | 2 | 10 | 22 | 34 | -12 |
|  | 9.   | Vevey               | 10 | 16 | 3  | 4 | 9  | 28 | 47 | -19 |

Legenda:

      Ammesso alla finale per la promozione in Serie A 1929-1930.
      Spareggi Serie Promozione/Serie B per la retrocessione in Serie B 1929-1930.
Note:

Due punti a vittoria, uno a pareggio, zero a sconfitta.

#### Spareggio per il 1º posto
|         | Risultati |                 | Luogo e data           |
| ------- | --------- | --------------- | ---------------------- |
| Monthey | 2 - 0     | Montreux-Sports | Losanna, 9 giugno 1929 |
|         |           |                 |                        |

#### Spareggio per il penultimo posto
|                | Risultati |       | Luogo e data     |
| -------------- | --------- | ----- | ---------------- |
| Stade Nyonnais | 5 - 0     | Vevey | ?, 9 giugno 1929 |
|                |           |       |                  |

### Classifica finale Gruppo ovest 2
|  | Pos. | Squadra                | Pt | G  | V  | N | P  | GF | GS | DR  |
|  | ---- | ---------------------- | -- | -- | -- | - | -- | -- | -- | --- |
|  | 1.   | Stade Lausanne         | 26 | 16 | 13 | 2 | 1  | 68 | 20 | +48 |
|  | 2.   | Racing-Club Lausanne   | 23 | 16 | 11 | 1 | 4  | 49 | 25 | +24 |
|  | 3.   | Renens                 | 20 | 16 | 9  | 2 | 5  | 68 | 37 | +31 |
|  | 4.   | Couvet                 | 18 | 16 | 7  | 4 | 5  | 33 | 28 | +5  |
|  | 5.   | Concordia Yverdon      | 14 | 16 | 6  | 2 | 8  | 31 | 31 | 0   |
|  | 6.   | Étoile-Sporting (II)   | 12 | 16 | 5  | 2 | 9  | 31 | 53 | -22 |
|  | 7.   | Friburgo (II)          | 12 | 16 | 5  | 2 | 9  | 24 | 55 | -31 |
|  | 8.   | La Chaux-de-Fonds (II) | 9  | 16 | 3  | 3 | 10 | 25 | 45 | -20 |
|  | 9.   | Orbe                   | 8  | 16 | 3  | 2 | 11 | 28 | 63 | -35 |

Legenda:

      Ammesso alla finale per la promozione in Serie A 1929-1930.
      Spareggi Serie Promozione/Serie B per la retrocessione in Serie B 1929-1930.
Note:

Due punti a vittoria, uno a pareggio, zero a sconfitta.

### Finale gruppi ovest 1 e 2
S'incontrarono le due squadre vincenti i rispettivi gironi.
|                | Risultati |                | Luogo e data            |
| -------------- | --------- | -------------- | ----------------------- |
| Monthey        | 1 - 6     | Stade Lausanne | Monthey, 16 giugno 1929 |
| Stade Lausanne | 5 - 1     | Monthey        | Losanna, 23 giugno 1929 |
|                |           |                |                         |

## Fase finale dei 3 gruppi regionali

### Risultati
S'incontrarono le tre squadre vincenti i rispettivi gironi, per stabilire la squadra campione di categoria.
|                | Risultati |                | Luogo e data            |
| -------------- | --------- | -------------- | ----------------------- |
| Töss           | 7 - 5     | Lucerna        | Töss, 7 luglio 1929     |
| Stade Lausanne | 1 - 2     | Töss           | Losanna, 18 agosto 1929 |
| Lucerna        | -         | Stade Lausanne |                         |
|                |           |                |                         |

### Classifica finale
|  | Pos. | Squadra        | Pt | G | V | N | P | GF | GS | DR |
|  | ---- | -------------- | -- | - | - | - | - | -- | -- | -- |
|  | 1.   | Töss           | 4  | 2 | 2 | 0 | 0 | 9  | 6  | +3 |
|  | 2.   | Stade Lausanne | 0  | 1 | 0 | 0 | 1 | 1  | 2  | -1 |
|  | 3.   | Lucerna        | 0  | 1 | 0 | 0 | 1 | 5  | 7  | -2 |

## Spareggi promozione/retrocessione (Serie A/Serie Promozione)

### Spareggio zona est
|            | Risultati |            | Luogo e data               |
| ---------- | --------- | ---------- | -------------------------- |
| Winterthur | 3 - 0     | Töss       | Winterthur, 16 giugno 1929 |
| Töss       | 1 - 1     | Winterthur | Töss, 23 giugno 1929       |
|            |           |            |                            |

### Spareggio zona centro
|         | Risultati |         | Luogo e data            |
| ------- | --------- | ------- | ----------------------- |
| Aarau   | 4 - 0     | Lucerna | Aarau, 16 giugno 1929   |
| Lucerna | 4 - 0     | Aarau   | Lucerna, 23 giugno 1929 |
|         |           |         |                         |

#### Spareggio finale
|       | Risultati |         | Luogo e data           |
| ----- | --------- | ------- | ---------------------- |
| Aarau | 2 - 0     | Lucerna | Zurigo, 30 giugno 1929 |
|       |           |         |                        |

### Spareggio zona ovest
|                | Risultati |                | Luogo e data             |
| -------------- | --------- | -------------- | ------------------------ |
| Friburgo       | 4 - 2     | Stade Lausanne | Friburgo, 28 luglio 1929 |
| Stade Lausanne | 3 - 1     | Friburgo       | Losanna, 4 agosto 1929   |
|                |           |                |                          |

#### Spareggio finale
|          | Risultati |                | Luogo e data            |
| -------- | --------- | -------------- | ----------------------- |
| Friburgo | 3 - 2     | Stade Lausanne | Ginevra, 11 agosto 1929 |
|          |           |                |                         |

## Spareggi promozione/retrocessione (Serie Promozione/Serie B)

### Gruppo est 1
|                  | Risultati |                  | Luogo e data           |
| ---------------- | --------- | ---------------- | ---------------------- |
| Vevey            | 3 - 3     | La Tour-de-Peilz | Arbon, 16 giugno 1929  |
| La Tour-de-Peilz | 2 - 2     | Vevey            | Zurigo, 30 giugno 1929 |
|                  |           |                  |                        |

#### Spareggio finale
|                  | Risultati |       | Luogo e data              |
| ---------------- | --------- | ----- | ------------------------- |
| La Tour-de-Peilz | 1 - 0     | Vevey | Villeneuve, 7 luglio 1929 |
|                  |           |       |                           |

### Gruppo est 2
|                       | Risultati |                       | Luogo e data             |
| --------------------- | --------- | --------------------- | ------------------------ |
| Orbe                  | 3 - 4     | Sylva-Sports Le Locle | Orbe, 9 giugno 1929      |
| Sylva-Sports Le Locle | 4 - 1     | Orbe                  | Le Locle, 16 giugno 1929 |
|                       |           |                       |                          |

### Gruppo centrale 1
|            | Risultati |            | Luogo e data          |
| ---------- | --------- | ---------- | --------------------- |
| Berna (II) | 3 - 3     | Nidau      | Berna, 5 maggio 1929  |
| Nidau      | 4 - 0     | Berna (II) | Nidau, 12 maggio 1929 |
|            |           |            |                       |

### Gruppo centrale 2
|                | Risultati |                | Luogo e data            |
| -------------- | --------- | -------------- | ----------------------- |
| Breite Basilea | 0 - 2     | Delémont       | Basilea, 2 giugno 1929  |
| Delémont       | 3 - 0     | Breite Basilea | Delémont, 9 giugno 1929 |
|                |           |                |                         |

### Gruppo ovest 1
|                 | Risultati |                 | Luogo e data            |
| --------------- | --------- | --------------- | ----------------------- |
| Red Star Zurigo | 2 - 5     | Seebach         | Zurigo, 2 giugno 1929   |
| Seebach         | 1 - 0     | Red Star Zurigo | Seebach, 16 giugno 1929 |
|                 |           |                 |                         |

### Gruppo ovest 2
|                 | Risultati |                 | Luogo e data               |
| --------------- | --------- | --------------- | -------------------------- |
| Winterthurer SV | 0 - 3     | Young Fellows   | Winterthur, 30 giugno 1929 |
| Young Fellows   | 4 - 0     | Winterthurer SV | Zurigo, 7 luglio 1929      |
|                 |           |                 |                            |

## Verdetti finali
- Töss è Campione Svizzero della Serie Promozione 1928-1929.
- Nessuna squadra è promossa in Serie A 1929-1930.
- Vevey-Sports, Orbe, Berna (II), Breite Basilea, Red Star Zurigo e Winterthurer SV sono retrocesse in Serie B 1929-1930.